# Супрунюк Світлана Никифорівна
Світлана Никифорівна Супрунюк (1941—2015) — український режисер-документаліст, член Національної Спілки кінематографістів України.

## Життєпис
Народилась 10 січня 1941 р. в Севастополі. Закінчила Київський державний інститут театрального мистецтва ім. І. Карпенка-Карого. 
Працювала в галузі науково-популярного кіно, була режисером Київської кіностудії науково-популярних фільмів (Національної кінематеки України).
Режисер стрічок: «На службі милосердя», «Микола Куліш» (1990), «Справа про возз'єднання» (1992), фільми з документального циклу «Невідома Україна. Нариси нашої історії» (1993) та ін.
Пішла з життя 17 серпня 2015 р.